# HMS C23
HMS C23 – brytyjski okręt podwodny typu C. Zbudowany w latach 1908–1909 w  Zakładach Vickers w Barrow-in-Furness. Okręt został wodowany 26 listopada 1908 roku i rozpoczął służbę w Royal Navy 5 maja 1909 roku. Pierwszym dowódcą był Lt. R. R. Turner.
W 1914 roku C23 stacjonował w Leith przydzielony do Siódmej Flotylli Okrętów Podwodnych (7th Submarine Flotilla) pod dowództwem Geoffreya Laytona.
5 grudnia 1920 roku okręt został sprzedany i zezłomowany.